# Moritz Schlick
Moritz Schlick (ur. 14 kwietnia 1882 w Berlinie, zm. 22 czerwca 1936 w Wiedniu) – niemiecki filozof, jeden z twórców pozytywizmu logicznego.
Profesor Uniwersytetu Wiedeńskiego, jeden z założycieli Koła Wiedeńskiego – grupy filozofów, logików, psychologów, socjologów, kulturoznawców zajmującej się interdyscyplinarnymi badaniami nad wiedzą, kulturą itp. o charakterze neopozytywistycznym. Do Koła tego należeli m.in. Rudolf Carnap, Otto Neurath, Hans Hahn i Kurt Gödel.

## Życiorys
Moritz Schlick pochodził z bogatej pruskiej rodziny o nacjonalistycznych tradycjach. Studiował fizykę, doktorat na podstawie pracy o odbiciu światła w ośrodkach niejednorodnych, pisanej pod kierunkiem Maxa Plancka, uzyskał w Berlinie w 1906 r. Choć jego pracę o czasie i przestrzeni w fizyce współczesnej pochwalił sam Einstein, zdecydował się porzucić fizykę dla filozofii, którą wykładał na uniwersytetach w Rostocku i Kilonii, a od roku 1922 w Wiedniu. Jego pierwsza książka filozoficzna była poświęcona poszukiwaniu szczęścia, rozgłos przyniosła mu natomiast ogłoszona w 1918 r. Allgemeine Erkenntnislehre (Ogólna teoria poznania).
Do grona jego uczniów należał Henryk Mehlberg.
Zginął zastrzelony 22 czerwca 1936 przez Johanna Nelböcka, studenta sympatyzującego z narodowymi socjalistami, leczonego psychiatrycznie, lecz poczytalnego w chwili zabójstwa.

## Pogląd na naturę filozofii
Moritz Schlick uważał, że spory w ramach filozofii dobiegły końca. Miało się to stać za sprawą odkryć w dziedzinie logiki matematycznej. O ile nauki szczegółowe zajmują się badaniem świata, o tyle filozofia miała się zajmować nauką: przede wszystkim definiowaniem pojęć tak, by były sensowne (tj. empiryczne, odnoszące się do doświadczenia). 
Znaczenie słowa nie mogło odwoływać się do innych słów, gdyż dochodziłoby do błędnego koła — pojęcia tłumaczono by przez inne pojęcia, byłby to więc regressus ad infinitum. Znaczenie pojęć można znaleźć poprzez wskazanie desygnatu pojęcia w doświadczeniu, np. treść pojęcia „czerwony” można poznać tylko poprzez wskazanie na coś, co jest czerwone. Jeśli chodzi o znaczenie zdania, Schlick twierdził, że „znaczeniem zdania jest metoda jego weryfikacji”. Dał tym samym początek doktrynie weryfikacjonizmu w filozofii nauki.